# Ivar Nilsson (skådespelare)
Ivar Nilsson, född 19 mars 1877 i Lösens socken, Blekinge, död 7 augusti 1929 i Karlskrona, var en svensk skådespelare målare och tecknare. Han var son till läraren och konstnären Karl Nilsson och sedan 1904 gift med skådespelaren Elsa Claesson.
Nilsson utbildade sig till målare i Karlskrona. Han flyttade 1897 till Stockholm där han studerade vid Tekniska skolan och Althins målarskola. Som konstnär har han huvudsakligen arbetat som porträtt och landskapsmålare. Efter att ha misslyckats med att bli antagen till Konstakademien övergick han till skådespelaryrket och studerade vid Dramatens elevskola 1900-1901. 1900–1901 var han anställd hos Emil Hillberg, 1902–1904 hos Hjalmar Selander, 1904–1906 vid Folkteatern, Göteborg och vid Östermalmsteatern 1906–1907. Han engagerades 1907 till den fasta ensemblen vid Dramaten. Han tilldelades Litteris et Artibus 1925.
Bland hans roller märks Djävulen i Det gamla spelet om Envar, Narren i Kung Lear, Autolykus i En vintersaga, Tobias i Trettondagsafton, Per klockar i Erasmus Montanus, Ludvig XI i Gringoire, Kasper Rödhatt i Det var en gång, Olaus Petri i Mäster Olof, Gustav Vasa i Siste riddaren och Riksföreståndaren, Officeren i Ett drömspel, Karl X Gustav i Tåget över Bält, Danton, Hasan och skepparen i Anna Christine.

## Filmografi
- 1921 – Högre ändamål

## Teater

### Roller
| År   | Roll                        | Produktion                                             | Regi           | Teater                     |
| ---- | --------------------------- | ------------------------------------------------------ | -------------- | -------------------------- |
| 1902 |                             | Sherlock Holmes Walter Christmas                       |                | Svenska teatern, Stockholm |
| 1906 | Fagin                       | Oliver Twist Charles Dickens                           |                | Östermalmsteatern          |
| 1907 | En matros                   | På havets botten Ferdinand Dugué                       | Justus Hagman  | Östermalmsteatern          |
| 1908 | Nordling                    | Syndafloden Henning Berger                             | Gustaf Linden  | Dramaten                   |
| 1918 | Brighella, Pierrots vän     | Pierrots drama Sil-Vara                                | Anders de Wahl | Dramaten                   |
| 1920 | Frans                       | Paradsängen Gunnar Heiberg                             | Karl Hedberg   | Dramaten                   |
| 1920 | Raspe                       | Markis von Keith Frank Wedekind                        | Karl Hedberg   | Dramaten                   |
| 1921 | Tartaglia                   | Turandot Carlo Gozzi                                   | Olof Molander  | Dramaten                   |
| 1921 | Hjuling                     | Svenskt folk Ivar Thor Thunberg                        | Gustaf Linden  | Dramaten                   |
| 1921 | Inbrottstjuven              | Villa Hjärtedöd George Bernard Shaw                    | Karl Hedberg   | Dramaten                   |
| 1922 | Greve Arcieri               | Stulen lycka Giuseppe Giacosa                          | Tore Svennberg | Dramaten                   |
| 1922 | Värdshusvärden              | Ett kasperspel Einar Rosenberg                         | Olof Molander  | Dramaten                   |
| 1923 | Per Jensen Marius Mikkelsen | Föräldrar Otto Benzon                                  | Olof Molander  | Dramaten                   |
| 1924 | Förste mannen               | Knock Jules Romains                                    | Karl Hedberg   | Dramaten                   |
| 1925 | Robert de Baudricourt       | Sankta Johanna George Bernard Shaw                     | Gustaf Linden  | Dramaten                   |
| 1926 | Landolfo                    | Henrik IV Luigi Pirandello                             | Gustaf Linden  | Dramaten                   |
| 1927 | Inrikesministern            | Doktor Mirakel Robert de Flers och Franois de Croisset | Karl Hedberg   | Dramaten                   |
| 1928 | Mottelé                     | Diktatorn Jules Romains                                | Per Lindberg   | Dramaten                   |
| 1928 | Prometheus                  | Fåglarna Aristofanes                                   | Olof Molander  | Dramaten                   |